# Frödinge landskommun
Frödinge landskommun var en tidigare kommun i Kalmar län.

## Administrativ historik
När 1862 års kommunalförordningar trädde i kraft inrättades i Sverige cirka 2 500 kommuner. Huvuddelen av dessa var landskommuner (baserade på den äldre sockenindelningen), vartill kom 89 städer och åtta köpingar. I Frödinge socken i Sevede härad i Småland inrättades då denna kommun.
Vid kommunreformen 1952 uppgick den i storkommunen Sevede.
År 1971 upplöstes Sevede landskommun och detta område gick upp i Vimmerby kommun.

## Politik

### Mandatfördelning i Frödinge landskommun 1938-1946
| 10 | 10 |

| 20 |

| 20 |

| 20 |

| 5 | 12 | 3 |

| 19 |